# Red de Guerreros
La Red de Guerreros es un equipo de superhéroes arácnidos de Marvel Comics que tienen su origen en el arco argumental Spider-Verse, en el que varias personas con poderes arácnidos de distintos universos se juntan para enfrentarse a "Los herederos".

## En otros medios

### Televisión
En la tercera temporada, el Duende Verde viajó al multiverso para robar el ADN de los diversos Spider-Man. Spider-Man se vio obligado a seguirlo para detenerlo. Después de no poder evitar que el Duende recogiera los ADN y descubrir la identidad de Spider-Man, éste recluta a todos los Spider-Men de los universos, con ayuda de Electro para detenerlo, antes de idear su plan malvado. La Red de Guerreros fue reformada brevemente durante el Concurso de Campeones, parte 3, con Spider-Man, el Agente Venom y la Araña de Hierro, para evacuar a los civiles, los otros héroes y villanos de la Tierra desde la prisión del Gran Maestro, luego de revelar la identidad de Spider-Man como Peter Parker, cuando su Tía May lo supo primero.
En la cuarta temporada, Spider-Man reformó al equipo (el Agente Venom y la Araña de Hierro), el Doctor Octopus que se asoció con Arnim Zola y HYDRA y capturó el Tricarrier de S.H.I.E.L.D. transformándola en la Isla Hydra ante la aparición de la Araña Escarlata para ayudar a los héroes arácnidos. Más tarde, Miles Morales viajó al mundo de Peter para detener al Duende, pero el Sitio Peligroso fue destruido y ahora está varado. Se reunió con la Red de Guerreros, finalmente, tomando el nombre de Chico Arácnido para evitar la confusión de tener dos Spider-Man. Pero también se descubre que Araña Escarlata era otro miembro de los 6 Siniestros del Doctor Octopus al revelar la identidad de Spider-Man, hasta que traiciona a Ock al saber que lo uso como herramienta y se sacrifica en salvar la ciudad. Al reunirse con Nick Fury, Doctor Extraño y Madame Web, Spider-Man viaja de nuevo al multiverso, con Chico Arácnido para buscar los fragmentos del Sitio Peligroso que al ser destruido, se dividió en fragmentos estando en otras dimensiones y conocen a otras arañas nuevas, pero se enfrentarán a una versión malvada de Spider-Man llamado Wolf Spider de un mundo paralelo diferente, que desea unir los fragmentos en sus planes de conquistar el multiverso. Lo cuál, Spider-Man y Chico Arácnido deben reunir a los restantes Spider-Men, siendo viejos y nuevos aliados por igual, para detener a Wolf Spider siendo también un Peter Parker malvado. Al derrotarlo, Chico Arácnido en lugar de quedarse en su propio universo, decide permanecer en el universo original de Spider-Man, junto a su madre Río, dejando su universo bajo la protección de Spider-Woman (Gwen Stacy) en su lugar, para mantener la conexión de los miembros de la Red de Guerreros, en contacto entre las realidades. Spider-Man descubre un laboratorio de HYDRA con Mary Jane (ahora que supo su identidad como Peter), al ser atacados por un clon de él mismo llamado Kaine, cuando algo surge, Mary Jane se convierte en Spider-Woman para luchar con Spider-Man, y encuentran a Araña Escarlata que sigue con vida y lo ayudan a buscar respuestas de su pasado al encontrar al Doctor Octopus. En la isla HYDRA estando bajo el mar, encuentran otras creaciones de Ock llamados Spider-Slayers, controlados por Zola, luego al saber que Araña Escarlata es un sintezoide con el ADN de Spider-Man con los Spider-Slayers al ser su líder. La Red de Guerreros llega al ayudar a Spider-Man, luego de que Escarlata controla a los Spider-Slayers y los salvan al dejar la isla HYDRA derrotando a Zola. Cuando Spider-Man, Spider-Woman, Agente Venom, Araña de Hierro y Chico Arácnido traen a Araña Escarlata y los Spider-Slayers de nuevo al Triskelion, cuando el otro equipo con Nova, Power Man, Puño de Hierro y Chica Ardilla atacan a Escarlata junto a los Spider-Slayers debido a lo que ocurrió cuando Araña Escarlata trabajó para el Doctor Octopus, de revelarle la identidad de Spider-Man y que también puso en peligro a la Academia SHIELD y a la tía May, haciendo que estén en contra de él, hasta el Agente Venom; cuando el Triskelion está en encierro, son atacados por Kaine de nuevo al ser deformado y se une con los Spider-Slayers al formar The Ultimate Spider-Slayer y al confiar en Escarlata de ser salvado por el Agente Venom, lo destruyen, ganando nuevamente su confianza con la Red de Guerreros. Al llegar la graduación, Spider-Man desesperado, envía a la Red de Guerreros y a los Nuevos Guerreros a capturar al Doctor Octopus y a los Seis Siniestros y de proteger a la tía May, pero en ese momento en la ceremonia, son liberados, capturan a la tía May, curan a Spider-Man de sus poderes y encierran a todos lo héroes en un campo de fuerza de contratación. Spider-Man está por su cuenta de detener a los Seis Siniestros, luego de recuperar sus poderes con la ayuda de Norman Osborn, derrota a los villanos, y libera a los héroes del campo de fuerza de contratación. Al graduarse de la academia S.H.I.E.L.D., viendo que el Agente Venom y Araña Escarlata, son ahora los nuevos maestros de la academia S.H.I.E.L.D., ya es ahora el Ultimate Spider-Man.
Entre estos, tenemos a la Red de Guerreros y son:
Del universo original son:
- Spider-Man: Es conocido como Peter Parker, un chico adolescente de preparatoria Midtown High que obtiene poderes arácnidos (provenidos en Oscorp) que lucha por el bien de Nueva York, de unirse a S.H.I.E.L.D., con jóvenes héroes siendo su líder y también se vuelve el líder de la Red de Guerreros al conocer otras arañas de mundos distantes y de su propio mundo. Aparece siempre en las 4 temporadas siendo el actor principal.
- Agente Venom: Es conocido como Flash Thompson, el ex-bravucón y amigo de Peter Parker, siendo de la preparatoria Midtown High (estuvo en las 2 temporadas sin ser un héroe). En la tercera temporada, cuando Flash ofreció ayuda a Spider-Man durante un combate contra el Escorpión, que había sido manipulado por Venom, Flash resultó expuesto sin saberlo al simbionte Venom y, para sorpresa de todos, entablaron una amistad permanente y heroica. Gracias a sus nuevos poderes, empieza a entrenar con S.H.I.E.L.D. como el Agente Venom. También aparece en la cuarta temporada.
- Araña de Hierro: Es conocido como Amadeus Cho, un súpergenio adolescente y un fan de Tony Stark. Con solo 13 años, es la séptima persona más inteligente del mundo. Es el compañero de estudios y rival académico de Peter Parker en Midtown High, siendo un alumno de intercambio. Amadeus tomó prestada, la armadura de la Araña de Hierro, cuando Peter la llevó a clase como proyecto de última hora para la feria científica. Con este préstamo semi-permanente, lucha junto a Spider-Man como la nueva Araña de Hierro. Aporta tanto fuerza como inteligencia a cualquier pelea. Gracias a su increíble intelecto, siempre encuentra una solución de alta tecnología a cualquier problema, aunque su naturaleza curiosa a veces causa más problemas de los que resuelve. Aparece en la tercera y cuarta temporada.
- Araña Escarlata: Es totalmente desconocido, ya que fue un experimento fallido del Doctor Octopus, quién tiene con él, una venganza personal de su pasado. Aparece en la cuarta temporada, cuando salvó a la tía de Peter, lo nombró Ben Reilly, hasta que se descubrió que él era un séptimo miembro de los Seis Siniestros del Dr. Octopus, al saber que su pasado fue una mentira y al revelar la identidad de Spider-Man al Doctor Octopus. Al final, de dar cuenta a su error, decide ayudar a Spider-Man en detener a Ock por la razón de la tía May y se sacrifica al salvar la ciudad, en dirigir la isla de Ock al mar. Se reveló que si sobrevivió al encontrar respuestas de su pasado, al descubrir que es un sintezoide creado junto con el ADN de Spider-Man. Al regresar con la Red de Guerreros al Triskelion, el otro equipo de Spider-Man, ya no confían en él, por provocar el ataque al Triskelion con los Seis Siniestros, de revelar la identidad de Spider-Man y poner en peligro a la tía May, por debido a sus malas acciones, decidirá en reformarse o ser castigado.
- Chico Arácnido: Es conocido como Miles Morales, el nuevo Spider-Man, siendo su sucesor de Peter Parker como el Spider-Man original, quién ha muerto en su universo, dándole una nueva responsabilidad de ser un héroe y que desea proteger a Peter de su otro universo de no morir otra vez. Aparece en la tercera temporada, y en la cuarta temporada, está atrapado en el mundo de Peter y nombrado como Chico Arácnido, ideado por el Doctor Octopus, y cuando regresa a su propio universo, a ver su madre Río, que la extrañaba mucho, decidirá si podría quedarse en su mundo, pero al final, Miles decide regresar al universo original de Spider-Man y llevándose a su madre, dejando su mundo a cargo de Spider-Woman (Gwen Stacy).
- Spider-Woman: Es conocida como Mary Jane Watson, la mejor amiga de la infancia de Peter Parker, siendo también de la preparatoria Midtown High. Ella tiene un fuerte interés en el periodismo del Daily Bugle, en querer trabajar para J. Jonah Jameson, que odia tanto a Spider-Man, pero ella siempre le cuida la espalda al héroe arácnido (estuvo en la 3 temporadas). En la cuarta temporada, había sido manipulada por Carnage, de convertirse en la Reina Carnage, pero al liberarse, una muestra quedó intacta a través de sus ojos, Mary Jane resultó expuesta sin saberlo al simbionte Carnage, pero al controlar sus nuevos poderes (similar a la transformación de Flash Thompson en el Agente Venom), gracias al experimento del Dr. Connors, se une a Spider-Man (al saber que es Peter) y a su equipo de Red de Guerreros.

De otros universos son:
- Spider-Man 2099: Es conocido como Miguel 0'Hara, un joven de Nueva York del futuro, que adopta la identidad secreta de Spider-Man al obtener accidentalmente poderes sobrehumanos. Aparece en la tercera y cuarta temporada.
- Spider-Girl: Es conocida como Petra Parker, quién es opuesta de Peter Parker y que es de un Nueva York opuesto, teniendo los mismos poderes arácnidos. Aparece en la tercera temporada y cuarta temporada.
- Spider-Man Noir: Es también conocido como Peter Parker de adulto, siendo de un mundo opuesto de blanco y negro, es solitario, y hace justicia por su cuenta de alejarse a los que ama. Aparece en la tercera y cuarta temporada.
- Spider-Ham: Es también conocido como Peter Porker, opuesto a Peter Parker, pero que es un cerdito, obtuvo poderes arácnidos por el efecto de comer unos súper panqueques, más con la mordida de una araña. Aparece en la tercera y cuarta temporada.
- Spyder-Knight: Es también conocido como Peter Parker, un caballero héroe arácnido de la época medieval, que hace justicia por la aldea. Aparece en la tercera y cuarta temporada.
- Blood Spider: Es también conocido como Peter Parker, un cazador de vampiros, siendo también como el último súper héroe de su dimensión de una ciudad dominada por vampiros, siendo ayudado por Spider-Man y Chico Arácnido. Aparece en la cuarta temporada.
- Barba Web, el Pirata Araña: Es también conocido como Peter Parker, un pirata con barba peluda, que viaja a través de los mares en su barco pirata, el Groot, con su tripulación animal. Aparece en la cuarta temporada.
- Webslinger, el Vaquero Araña: Es también conocido como Peter Parker, en su dimensión en el salvaje oeste, es un vaquero que hace lucha por la justicia. Aparece en la cuarta temporada.
- Spider-Woman: Es conocida como Gwen Stacy, en lugar de Peter Parker, obtuvo poderes arácnidos hechos por una tecnología arácnida creada por la tía May de Peter de su universo, para luchar por el bien de Nueva York y es del universo de Chico Arácnido, es perseguida por la policía de su padre, el Capitán George Stacy, hasta que la verdad se resuelve bien y que protegerá Nueva York en ausencia de Chico Arácnido. Aparece en la cuarta temporada.
- Spider-Punk: Es conocido como Hobart Brown, es una versión punk-rockero de Spider-Man de otro universo. Aparece en la cuarta temporada.

- Datos: Q25408146